# Měls mě vůbec rád (sång)
"Měls mě vůbec rád" är debutsingeln av den polska sångerskan Ewa Farna. Den släpptes den 25 september 2006 som den första singeln från hennes tjeckiska debutalbum med samma titel: Měls mě vůbec rád.

## Listplaceringar
| Lista (2006-2010) | Topplacering |
| ----------------- | ------------ |
| Tjeckien          | 3            |